# 瀬田吉之助
瀬田 吉之助（せた きちのすけ、1884年〈明治17年〉6月1日 - 1937年〈昭和12年〉11月14日）は、日本の実業家、政治家、資産家、地主。瀬田不動産合資会社代表社員。鍋屋合資会社代表社員。板橋町大山出身。

## 経歴
東京市板橋区板橋町九丁目、瀬田吉兵衛の息子。東大林学科卒業。農業を営む。1915年に板橋町会議員に当選、以来1919年に至る1期間板橋町政に参画し、町利民福の為に大いに尽瘁したが、1919年に至って考える所があり政界を断念し、土地管理等の家業に努力する。
傍ら事業界に進出し、東洋計器会社、斎藤レンズ製作所、浦和商業銀行等に投資する。1926年、成子内親王に神代雛（上田直次作木彫）一対を献上する。

## 人物
同志会に籍を置き、公爵・桂太郎の殊遇を受け、その指導に接する。熱烈な皇室中心主義者であった。敬神の念が極めて篤く、邸内には不動尊及び正観音を安置し、深くこれに帰依した。
趣味は読書、旅行、名所旧跡探勝。宗教は日蓮宗。住所は東京市板橋区板橋町八丁目。

## 家族・親族
瀬田家
- 妻・ふさ（1896年 - ?、埼玉県白子村、富澤權治郎の娘）[注 3]
- 長男・吉兵衛（1911年 - ?） - 1937年、家督を相続する[14]。専修大学を卒業する[14]。富国徴兵保険相互会社に勤務する[14]。地主である[14]。趣味は写真、拳闘[14]。宗教は日蓮宗[14]。
- 二男・吉正（1913年[3] - ?） - 地主である[7]。
- 二女[3]

親戚
- 兄・瀬田文次郎[12]（質商）
- 甥・瀬田醻一（板橋区会議員、東京市会議員、東京府多額納税者、鍋屋、金融業、地主・家主）